# 1404
1404 (MCDIV) fue un año bisiesto comenzado en martes del calendario juliano.

## Acontecimientos
- 19 de noviembre: en los Países Bajos sucede la Inundación del día de Santa Isabel (Sint Elisabethsvloed), especialmente catastrófica en Flandes, Holanda y Zelanda (regiones que se habían inundado gravemente 29 años antes, el 8 de octubre de 1375). Habrá una segunda inundación de santa Isabel el 19 de noviembre de 1421.
- En la actual Turquía, un terremoto destruye el Mausoleo de Halicarnaso (la tumba del rey Mausolo en la ciudad de Halicarnaso).
- En Roma (Italia), Inocencio VII es proclamado papa.
- En Génova (norte de Italia) se crea la banca pública.
- En la actual España sucede la primera aparición documentada del nombre de la villa de Dos Hermanas (provincia de Sevilla, Andalucía).

## Nacimientos
- 14 de febrero: Leon Battista Alberti, arquitecto, matemático y poeta italiano.

## Fallecimientos
- 14 de septiembre: Alberto IV, aristócrata austriaco.
- Enrique de Castilla, duque de Medina Sidonia e hijo ilegítimo de Enrique II de Castilla.
- Diego Hurtado de Mendoza, almirante castellano.
- Alfonso López de Tejeda, maestre electo de la Orden de Santiago y señor de Tejeda.